# Saint-Ail
Saint-Ail és un municipi francès situat al departament de Meurthe i Mosel·la i a la regió del Gran Est. L'any 2007 tenia 326 habitants.

## Demografia

### Població
El 2007 la població de fet de Saint-Ail era de 326 persones. Hi havia 124 famílies, de les quals 28 eren unipersonals (16 homes vivint sols i 12 dones vivint soles), 20 parelles sense fills, 60 parelles amb fills i 16 famílies monoparentals amb fills.
La població ha evolucionat segons el següent gràfic:
Habitants censats

### Habitatges
El 2007 hi havia 131 habitatges, 121 eren l'habitatge principal de la família, 2 eren segones residències i 8 estaven desocupats. 124 eren cases i 7 eren apartaments. Dels 121 habitatges principals, 109 estaven ocupats pels seus propietaris, 10 estaven llogats i ocupats pels llogaters i 2 estaven cedits a títol gratuït; 2 tenien dues cambres, 7 en tenien tres, 27 en tenien quatre i 85 en tenien cinc o més. 106 habitatges disposaven pel capbaix d'una plaça de pàrquing. A 37 habitatges hi havia un automòbil i a 74 n'hi havia dos o més.

### Piràmide de població
La piràmide de població per edats i sexe el 2009 era:
| Homes | Edats   | Dones |
| ----- | ------- | ----- |
| 0     | 95 o +  | 0     |
| 0     | 90 a 94 | 0     |
| 0     | 85 a 89 | 4     |
| 0     | 80 a 84 | 0     |
| 4     | 75 a 79 | 8     |
| 0     | 70 a 74 | 4     |
| 8     | 65 a 69 | 8     |
| 4     | 60 a 64 | 4     |
| 8     | 55 a 59 | 0     |
| 12    | 50 a 54 | 20    |
| 12    | 45 a 49 | 0     |
| 16    | 40 a 44 | 20    |
| 8     | 35 a 39 | 12    |
| 16    | 30 a 34 | 4     |
| 8     | 25 a 29 | 12    |
| 0     | 20 a 24 | 8     |
| 24    | 15 a 19 | 16    |
| 16    | 10 a 14 | 20    |
| 0     | 5 a 9   | 8     |
| 16    | 0 a 4   | 4     |

## Economia
El 2007 la població en edat de treballar era de 230 persones, 176 eren actives i 54 eren inactives. De les 176 persones actives 163 estaven ocupades (92 homes i 71 dones) i 13 estaven aturades (6 homes i 7 dones). De les 54 persones inactives 23 estaven jubilades, 18 estaven estudiant i 13 estaven classificades com a «altres inactius».

### Ingressos
El 2009 a Saint-Ail hi havia 127 unitats fiscals que integraven 339 persones, la mediana anual d'ingressos fiscals per persona era de 20.038 €.

### Activitats econòmiques
Dels 5 establiments que hi havia el 2007, 2 eren d'empreses de construcció, 1 d'una empresa d'informació i comunicació, 1 d'una empresa de serveis i 1 d'una entitat de l'administració pública.
Els 2 serveis als particulars que hi havia el 2009 eren paletes.
L'any 2000 a Saint-Ail hi havia 5 explotacions agrícoles que ocupaven un total de 890 hectàrees.

## Poblacions més properes
El següent diagrama mostra les poblacions més properes.